# Малдарешти (Ладешти)
Малдарешти (рум. Măldărești) насеље је у Румунији у округу Валча у општини Ладешти. Oпштина се налази на надморској висини од 340 m.

## Становништво
Према подацима из 2011. године у насељу је живело 363 становника.